# Dasyvalgus eucharis
Dasyvalgus eucharis är en skalbaggsart som beskrevs av Hermann Julius Kolbe 1904. Dasyvalgus eucharis ingår i släktet Dasyvalgus och familjen Cetoniidae. Inga underarter finns listade i Catalogue of Life.